# Chanita
Chanita (hebr. חניתה; ang. Hanita) – kibuc położony w Samorządzie Regionu Matte Aszer, w Dystrykcie Północnym, w Izraelu. Członek Ruchu Kibuców (Ha-Tenu’a ha-Kibbucit).

## Położenie
Kibuc jest położony na wysokości 327 metrów n.p.m. na północno-zachodnim skraju Górnej Galilei. Leży na południowo-wschodnich zboczach grzbietu górskiego Reches ha-Sulam (361 m n.p.m.). Na północny zachód od kibucu znajduje się głębokie wadi strumienia Chanita, a na południu przepływa strumień Becet. Okoliczny teren opada w kierunku południowo-zachodnim w stronę wzgórz Zachodniej Galilei i następnie na równinę przybrzeżną Izraela. W odległości około 5 km na zachód jest wybrzeże Morza Śródziemnego, a 100 metrów na północ przebiega granica Libanu. Okoliczne wzgórza są zalesione. W otoczeniu kibucu Chanita są położone miejscowość Szelomi, kibuce Maccuwa, Elon i Adamit, moszawy Awdon i Ja’ara, oraz arabska wioska Aramisza.  Na północ od kibucu, przy granicy znajduje się izraelska baza wojskowa Chanita, a na wschodzie baza En Eder. Natomiast na północnym zachodzie jest posterunek obserwacyjny UNIFIL. Po stronie libańskiej jest położone miasto An-Nakura, oraz wioski Alma asz-Szab i Butajszijja.

### Podział administracyjny
Kibuc jest położony w Samorządzie Regionu Matte Aszer, w Poddystrykcie Akka, w Dystrykcie Północnym.

## Demografia
Stałymi mieszkańcami kibucu są wyłącznie Żydzi. Tutejsza populacja jest świecka:

Źródło danych: Central Bureau of Statistics.

## Historia

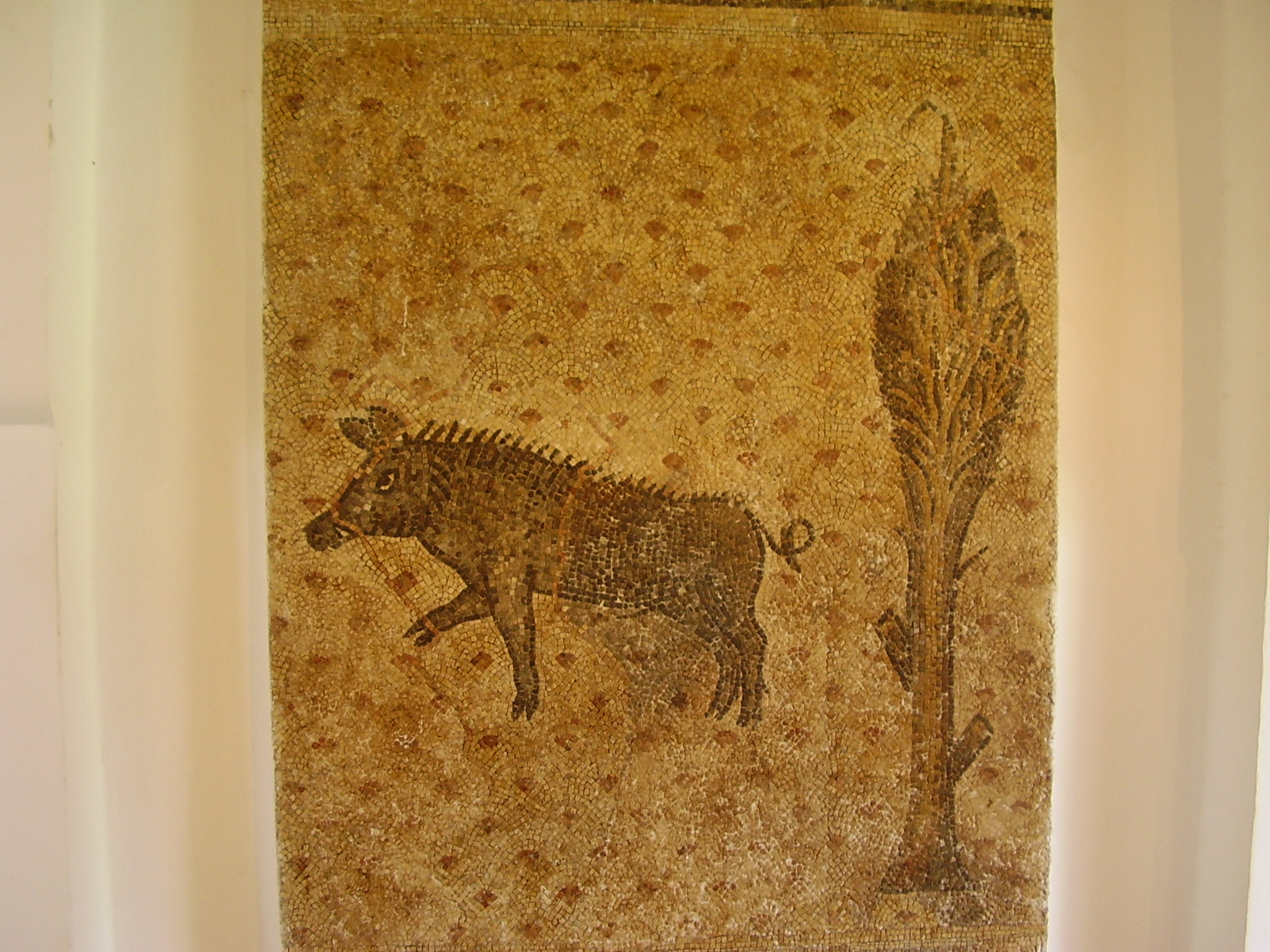
Bizantyjska mozaika podłogowa odkryta w pozostałościach kościoła w kibucu Chanita

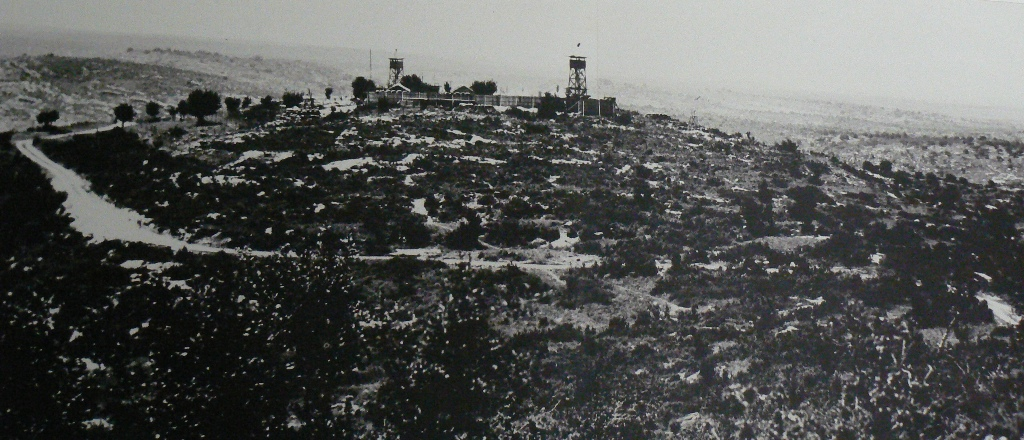
Kibuc Chanita w 1938 roku

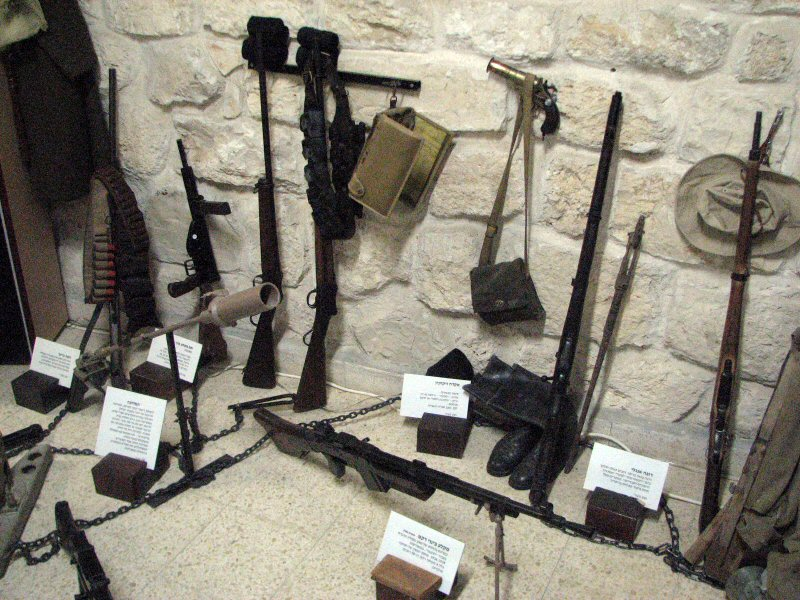
Muzeum Chanita

Badania archeologiczne odkryły w tej okolicy pozostałości osady ludzkiej z epoki miedzi. Następne ślady są pozostawione przez Kananejczyków w pobliskich jaskiniach. Znaleziska z późniejszego okresu należały do Fenicjan i Greków. W czasach biblijnych tutejsze ziemie należały do żydowskiego pokolenia Asera. Z V wieku pochodzą odkryte pozostałości kościoła z mozaiką podłogową.
Na początku XX wieku żydowskie organizacje syjonistyczne rozpoczęły wykupywanie tutejszych gruntów od arabskich właścicieli. Gdy w 1936 roku wybuchła arabskie powstanie w Palestynie, brytyjskie władze wysłały do Mandatu Palestyny specjalnie powołaną Królewską Komisję Palestyny. Opublikowany w 1937 roku raport, jako jedyne rozwiązanie konfliktu arabsko-żydowskiego wskazano odseperowanie obu zwaśnionych ze sobą społeczności w dwóch państwach: mniejszym żydowskim i większym arabskim. Małe państwo żydowskie miało opierać się posiadanych przez Żydów gruntach, do których mieli oni prawa własności. Państwo to pozostałoby powiązane z władzami mandatowymi. Natomiast duże państwo arabskie zostałoby powiązane z Emiratem Transjordanii. W odpowiedzi na ten raport, społeczność żydowska podjęła starania o wzmocnienie swojej obecności w Zachodniej Galilei. W dniu 21 marca 1938 roku grupa żydowskich bojowników paramilitarnej organizacji Hagana założyła przygraniczny kibuc Chanita. Była to osada obronna, z dwoma wieżami obserwacyjnymi i obronną palisadą. Za ogrodzeniem rozmieszczono 30 namiotów, w których w prowizorycznych warunkach zamieszkali osadnicy. Wśród założycieli byli Jicchak Sade, Jigal Allon i Mosze Dajan. Już pierwszej nocy doszło do ataku arabskiej milicji, w którym zginęło dwóch mieszkańców osady. W ciągu trzech pierwszych miesięcy zginęło w sumie 10 mieszkańców. Kibuc bardzo szybko stał się symbolem narodowym dla żydowskiej społeczności Palestyny. Przyjęta 29 listopada 1947 roku Rezolucja Zgromadzenia Ogólnego ONZ nr 181 przyznała te tereny państwu arabskiemu. Podczas wojny domowej w Mandacie Palestyny w 1948 roku w okolicy stacjonowały siły Arabskiej Armii Wyzwoleńczej, które paraliżowały żydowską komunikację w całej Galilei. Ewakuowano wówczas wszystkie dzieci z kibucu (przewieziono je konwojem do Hajfy). Przez następne miesiące kibuc był oblężony. Dopiero działania I wojny izraelsko-arabskiej przyniosły zniesienie blokady kibucu. Po wojnie rozwiązano problem niedoboru wody, braku gruntów ornych oraz wybudowano drogę dojazdową. Dzięki temu była możliwa rozbudowa osady, w której osiedlili się członkowie młodzieżowej organizacji syjonistycznej Gordonia. W latach 50. XX wieku populacja została wzmocniona przez członków młodzieżowego ruchu Ha-Bonim Dror z Francji i Afryki Północnej. Na początku XXI wieku rozpoczęto rozbudowę osiedla, budując nowe domy w jego północno-wschodniej części.

## Edukacja
Kibuc utrzymuje przedszkole. Starsze dzieci są dowożone do szkoły podstawowej i średniej w kibucu Geszer ha-Ziw.

## Kultura i sport
W kibucu jest ośrodek kultury z biblioteką. Jest tutaj regionalne muzeum z odtworzonym wyglądem pierwotnej osady obronnej z wieżą obserwacyjną i obronną palisadą. Z obiektów sportowych jest basen pływacki, boisko do piłki nożnej oraz sala sportowa z siłownią.

## Gospodarka
Gospodarka kibucu opiera się na sadownictwie i przemyśle. Uprawia się banany, awokado i cytrusy. Firma Hanita Lenses produkuje soczewki kontaktowe oraz obiektywy. Firma Hanita Coatings produkuje opakowania foliowe.

## Infrastruktura
W kibucu znajduje się przychodnia zdrowia, sklep wielobranżowy i warsztat mechaniczny.

## Transport
Z kibucu wyjeżdża się na południowy zachód, i drogą nr 8990 dojeżdża się do miejscowości Szlomi, do skrzyżowania z drogą nr 899. Jadąc nią na zachód dojeżdża się do moszawu Becet i dalej do drogi nr 4, lub jadąc na południowy wschód dojeżdża się do drogi nr 70 i dalej do moszawu Ja’ara.